# Berberis cliffortioides
Berberis cliffortioides là một loài thực vật có hoa trong họ Hoàng mộc. Loài này được Diels mô tả khoa học đầu tiên năm 1933.